# Motley (Minnesota)
Motley é uma cidade localizada no estado americano de Minnesota, no Condado de Cass e Condado de Morrison.

## Demografia
Segundo o censo americano de 2000, a sua população era de 585 habitantes.
Em 2006, foi estimada uma população de 657, um aumento de 72 (12.3%).

## Geografia
De acordo com o United States Census Bureau tem uma área de
3,6 km², dos quais 3,4 km² cobertos por terra e 0,2 km² cobertos por água. Motley localiza-se a aproximadamente 375 m acima do nível do mar.

## Localidades na vizinhança
O diagrama seguinte representa as localidades num raio de 28 km ao redor de Motley.